# ماسايوشي تاكاياناغي
ماسايوشي تاكاياناغي (باليابانية: 高柳 昌賢) (11 يوليو 1994 في ألسان في كوريا الجنوبية – )؛ هو لاعب كرة قدم ياباني سابق كان يلعب كمهاجم.

## وصلات خارجية
- ماسايوشي تاكاياناغي على موقع رابطة كرة القدم اليابانية للمحترفين (اليابانية)
- ماسايوشي تاكاياناغي على موقع Soccerway.com (الإنجليزية)